# گوهل
گوهل (به آلمانی: Göhl) یک شهر در آلمان است که در استهلشتاین واقع شده‌است.
 گوهل  ۱٬۲۱۷ نفر جمعیت دارد.